# Paragem de Jardia
A Paragem de Jardia foi uma gare ferroviária do Ramal do Montijo, que servia a localidade de Jardia, no concelho de Montijo, em Portugal.

## História
O Ramal do Montijo abriu à exploração em 4 de Outubro de 1908. No entanto, não fazia parte originalmente deste troço, tendo um despacho da Direcção-Geral de Transportes Terrestres de 17 de Outubro de 1952, publicado no Diário do Governo n.º 253, II Série, de 25 de Outubro, aprovado os projectos da Companhia dos Caminhos de Ferro Portugueses de aditamento à tarifa especial n.º 1, para bilhetes de comboios tranvias, e à tarifa especial n.º 4, para bilhetes de assinatura, devido à abertura do Apeadeiro de Jardia.
O Ramal do Montijo foi encerrado em 1989.